# Кукорево
Кукорево е село в Югоизточна България. То се намира в община Тунджа, област Ямбол.

## География
Село Кукорево се намира в непосредствена близост (1,5 км) до областния град Ямбол. Селото граничи с гр. Ямбол и селата: Стара река, Козарево, Калчево, Окоп и Ханово. Землището на с. Кукорево има над 15 хиляди дка изключително плодородна земя. То е вилна зона на град Ямбол.

## История
Името на с. Кукорево датира от далечни времена и няма данни за промени във времето. Кмет на с. Кукорево е Живко Колев.

## Личности
- Даниел Асенов (р. 1997), български боксьор, европейски шампион
- Юлияна Янева (р. 1998), българска боркиня
- Теодор Тенев